# 中村実宗
中村 実宗（なかむら さねむね、旧字体：中村 實宗）は、平安時代後期の人物。藤原北家山蔭流、式部少輔・藤原定任の子。官位は従四位下・陸奥守・鎮守府将軍・常陸介・能登守。中村氏や伊佐氏の祖。

## 経歴
康和2年（1100年）、陸奥守兼鎮守府将軍に任じられる。嘉承2年（1107年）8月、堀河天皇崩御に際し、香隆寺・興福寺での法要の使節を務める。
天永2年（1111年）に常陸介に任命され、常陸国の伊佐荘に伊佐城を築き、伊佐実宗と称する。朝廷より常陸国に対し臨時の課税を命じられたが、実宗は赴任早々でもあり国内が疲弊して税を支払うことが出来ず、大蔵卿の大江匡房に免除を願い出、匡房はその願いを受容れ遠江国に税を課した。
永久元年（1113年）、実宗は鹿島神宮の造営に貢献する。武蔵国の横山党の乱を追討して功をあげ、その後実宗は真壁郡中村に居住し中村を氏とし、中村実宗と称した。

## 系譜
- 父：藤原定任
- 母：不詳
- 兄弟：章家（春宮少進）
- 兄弟：覚暹（仁和寺僧）
- 兄弟：頼緑（僧）
- 兄弟：範緑（興福寺僧）
- 兄弟：廉慶（延暦寺僧）

- 妻：不詳
- 男子：中村季孝
- 女子
- 女子
- 女子（菅野景之室）[2] - 景之（大生神社神主）